# Retsplejeloven
Retsplejeloven, egentlig lov om rettens pleje, indeholder reglerne om domstolenes, politiets og anklagemyndighedens struktur, om betingelser for at blive og fungere som advokat, samt reglerne for domstolenes behandling af civile sager og straffesager, om inddrivelse af gæld mv. ved fogedretten, samt reglerne for politiets efterforskning af forbrydelser. Retsplejeloven indeholder også regler om aktindsigt i domme og andre domstolsafgørelser.
Den første grundlov fra 1849 indeholdt bestemmelser om, at retsplejen skulle adskilles fra forvaltningen, og at der så snart og så vidt som muligt gennemføres offentlighed og mundtlighed i hele retsplejen. Trods disse løfteparagraffer, blev retsplejeloven først vedtaget i 1916, og den trådte i kraft den 1. oktober 1919. 

## Retsplejeloven af 1916
Retsplejeloven blev udstedt 11. april 1916 og trådte i Kraft 1. oktober 1919. Ved denne lov gennemførtes en vidtgående omdannelse af dansk retsvæsen og retspleje, hvis system hidtil havde hvilet på mere spredte lovbestemmelser væsentlig fra ældre tid og længe havde været genstand for kritik. Retsplejeloven byggede på en lang række forarbejder, og dens tilblivelseshistorie strækker sig over et tidsrum af henved 70 år. Allerede Grundloven af 1849 foreskrev retsplejens adskillelse fra forvaltningen, gennemførelse af offentlighed og mundtlighed i hele retsplejen og indførelse af nævningedomstole. Da ønsket om en snarlig virkeliggørelse af disse bestemmelser hyppigt blev fremført på Rigsdagen, nedsatte man i 1857 en kommission, der skulle forberede en reform af strafferetsplejen, og heraf resulterede et lovforslag, som forelagdes for Rigsdagen, men dog ikke blev gennemført.
1868 nedsattes nu en ny kommission, der sluttede sin virksomhed 1877 med forelæggelse af et omfattende udkast til reform af hele retsplejen, såvel den civile som den kriminelle. Dette udkast, i hvis udarbejdelse den kendte jurist og politiker J. Nellemann navnlig havde en fremragende andel, kunne dog på grund af det parlamentariske livs stagnation under Provisorietiden heller ikke føres igennem Rigsdagen. Efter at sagen havde hvilet i flere år, nedsattes i 1891, på foranledning af Folketinget, en tredje kommission, som i 1899 fremkom med en række forslag, byggende på udkastet af 1877. I de følgende år forelagdes forskellige forslag atter og atter for Rigsdagen, som 
1908 vedtog en reform, der dog i betydeligt omfang afveg fra udkastene af 1877 og 1899. 
Da den daværende justitsminister, Peter Adler Alberti, som havde kontrasigneret loven, kort efter blev overbevist om at have gjort sig skyldig i grove forbrydelser, ønskede man hans navn fjernet fra loven og udstedte 1909 en ny lov, der dog i alle væsentlige henseender var enslydende med den tidligere vedtagne. Imidlertid trådte heller ikke loven af 1909 nogensinde i kraft, idet man ikke udfærdigede de til iværksættelsen nødvendige tillægslove. Derimod forelagde regeringen i 1915 et nyt forslag, der principielt nærmede sig udkastene af 1877 og 1899, og derefter lykkedes det endelig at gennemføre reformen, der som nævnt stadfæstedes som lov 11. april 1916 og trådte i kraft 1919. 
Retsplejeloven af 1916 sluttede sig til de hovedprincipper, som var fælles for de daværende nyere europæiske procesordninger; det var navnlig den tyske og den østrigske ordning, som havde haft indflydelse på forarbejderne til den danske retsplejelov, men denne hævdede dog et selvstændigt præg, formet efter danske retsbegreber og samfundsordning. 
Ved retsplejeloven blev de i Grundloven af 1849 opstillede krav i det hele blevet fyldestgjort: Nævningedomstole blev indført i en række straffesager, offentlighed og mundtlighed blev gennemført i proceduren, og endvidere blev domsmagten adskilt fra anklagemyndigheden, der blev lagt i hænderne på et særligt organ. Den offentlige anklagemyndighed udøves af rigsadvokaten med bistand af en række statsadvokater (8 i antal), og disse leder med politimestrene som lokale repræsentanter forundersøgelsen i straffesager. Retsplejeloven af 1916 hvilede således på anklageprocessens princip i modsætning til den daværende inkvisitionsproces, som var i kraft i Danmark før retsplejelovens gennemførelse.

## Senere ændringer i retsplejeloven
Siden 1919 er retsplejeloven blevet ændret et utal af gange, og det er efterhånden meget få bestemmelser, der er uændrede siden 1919.
Ændringerne gennemføres typisk på grundlag af forslag fra enten Strafferetsplejeudvalget for så vidt angår reglerne om politiets efterforskning af forbrydelser, herunder reglerne om anholdelse, varetægtsfængsling og betingelserne for at anvende de forskellige efterforskningsmidler (ransagning, beslaglæggelse, telefonaflytning etc.) eller Retsplejerådet for så vidt angår reglerne om retsvæsenets organisation og reglerne om domstolsbehandling af civile sager og straffesager.
Retsplejeloven indeholder for eksempel bestemmelser om vidners pligt til at afgive forklaring i retten, samt journalisters kildebeskyttelse (kapitel 18).